# Issigeac
Issigeac is een gemeente in het Franse departement Dordogne (regio Nouvelle-Aquitaine) en telt 746 inwoners (2020). De plaats maakt deel uit van het arrondissement Bergerac.

## Geografie
De oppervlakte van Issigeac bedraagt 9,1 km², de bevolkingsdichtheid is 73,1 inwoners per km².
De onderstaande kaart toont de ligging van Issigeac met de belangrijkste infrastructuur en aangrenzende gemeenten.

## Demografie
Onderstaande figuur toont het verloop van het inwonertal (bron: INSEE-tellingen).